# École de Notre-Dame
 (Septembre 2022).
L’expression école de Notre-Dame désigne un style de musique, faisant partie de l'Ars antiqua, développé par des compositeurs ayant exercé à la cathédrale Notre-Dame de Paris entre environ 1160 et 1250. Mais plus qu'une connotation géographique (des sources proviennent également de Beauvais ou de Sens), l'expression fait référence aux caractères des compositions : outre l'utilisation des modes rythmiques et mélodiques (les huit tons d'église) en usage, on constate surtout l'apparition, suivie d'un important développement, de formes musicales polyphoniques telles que le conductus (le conduit), l’organum fleuri et enfin le motet.

« À partir de la fin du XIIe siècle […], un lieu de création musicale émerge, lieu primordial servant de modèle pour tout le monde chrétien : la cathédrale Notre-Dame de Paris. Si l'on continue à y célébrer comme ailleurs les liturgies au son des mélodies du chant grégorien, les chantres et chanoines de la cathédrale parisienne développent à partir des années 1170 de nouveaux styles qu'on appelle aujourd'hui l'École de Notre-Dame, introduisant des innovations majeures. D'une part la polyphonie, de plus en plus pratiquée dans de nombreuses abbayes ou cathédrales françaises, gagne ses premières véritables lettres de noblesse à Notre-Dame. D'autre part l'utilisation de pulsations rythmiques régulières dans la musique constitue également une grande nouveauté et il semble bien que les chantres parisiens en soient les initiateurs. Très vite, les procédés des compositeurs de cette « École » seront imités, copiés, chantés dans les grandes églises de France puis dans toute l'Europe. Cette diffusion exceptionnelle pour l'époque s'explique par le génie des créateurs parisiens, au premier rang desquels figurent les fameux Léonin et Pérotin, mais aussi par la renommée et la prépondérance extraordinaire de Paris au début du XIIIe siècle, ville-lumière déjà surnommée « Mater artium » (Mère des Arts), « Secunda Athena » (Seconde Athènes), « Paris expers Paris » (Paris sans égal). La présence des institutions royales et religieuses contribue désormais au statut de capitale, mais c'est la vie intellectuelle, la création et l'immense succès immédiat de l'Université [créée à partir de 1253] qui font le renom de Paris, véritable phare culturel européen. Dès les premières décennies du XIIe siècle, Abélard et d'autres maîtres parisiens attiraient déjà des foules d'élèves venant d'horizons très divers sur la montagne Sainte-Geneviève et dans le futur Quartier latin. Ceux-ci repartaient ensuite avec un bagage théologique, mais souvent également musical, et contribuèrent ainsi à la diffusion dans toute l'Europe du répertoire de l'École de Notre-Dame. »

.

## Contexte

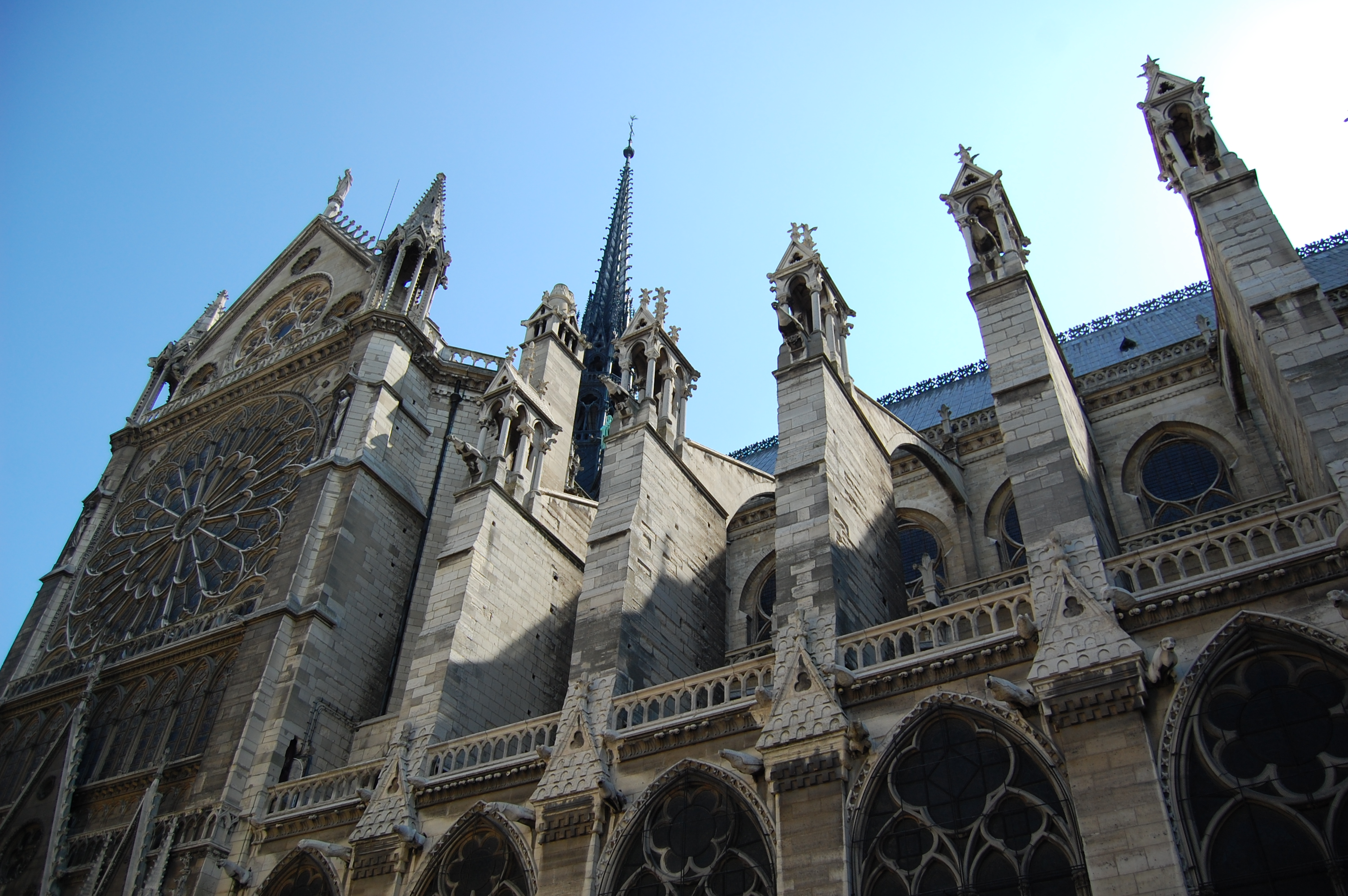
Cathédrale Notre-Dame de Paris

La construction de la nouvelle cathédrale Notre-Dame de Paris fut décidée par l'évêque Maurice de Sully au lendemain de son élection, fin 1160 ou début 1161. Les travaux commencèrent en 1163 et se poursuivirent jusqu'en 1245. Le grand autel fut consacré en 1182. Au XIIIe siècle, grâce aux séjours fréquents de la famille royale, à l'université réputée de la capitale et d'autres collèges en développement, Paris rayonne comme foyer culturel et artistique pour toute la chrétienté. Les recherches musicales, d'abord éparpillées dans les grands monastères de province, se concentrent vers les villes et connaît un essor sans précédent. Ainsi, Limoges, Beauvais et Sens sont des centres importants pour l'organum et la polyphonie, de même que Chartres dès le XIe siècle.
En ce siècle de classicisme médiéval, Notre-Dame est un des principaux centres de la vie intellectuelle et artistique. Par ailleurs, la famille royale entretient un ensemble de chanteurs disponibles quotidiennement et la noblesse française continue à susciter, depuis un siècle, grâce aux troubadours et aux trouvères (souvent nobles), un grand mouvement de poésie chantée (resté longtemps monodique), qui avait créé dès l'époque précédente l'univers de l'amour courtois.
Le répertoire de l'école de Notre-Dame (de même que ses imitations dans les grands centres européens) est évidemment liturgique. L'objectif est d'abord de chanter la gloire de Dieu, par les textes sacrés, considérés comme la parole divine. Le chant accompagne donc les cérémonies et les processions. La musique pratiquée à Notre-Dame est née dans un environnement d'intellectuels et d'érudits : étudiants, théologiens ou juristes, médecins et, bien sûr, musiciens.
Par l'intermédiaire de ce savoir, de ces constructions de plus en plus savantes au fil du temps (improvisées en « chant sur le livre » ou écrites), des enfants de basse extraction parviennent à une reconnaissance sociale. C'est à ces « musiciens habiles » (« artis musicæ periti », c'est-à-dire musiciens professionnels) qu'on doit le développement continu de cette grande nouveauté qu'est la polyphonie occidentale. Née au sein de l'Église vers le IXe siècle, elle va fleurir et se répandre dans toute l'Europe pendant quatre siècles au moins (pour atteindre son plein épanouissement à la fin du XVIe siècle). On codifie également un système de notation rythmique aussi abstrait que cohérent, la Musica mensurabilis (musique mesurable). Les modes rythmiques sont capables, comme les modes mélodiques, de structurer, plus précisément et plus finement qu'avant, les compositions vocales qui naissent d'abord à l'église. Leur nombre s'accroît sensiblement. Ainsi, les musiciens de Notre-Dame ont ajouté à l'histoire de la musique occidentale une page plus que déterminante : ils ont orienté une grande partie de son avenir.

## Les compositeurs
Deux chantres des XIIe et XIIIe siècles sont restés célèbres.

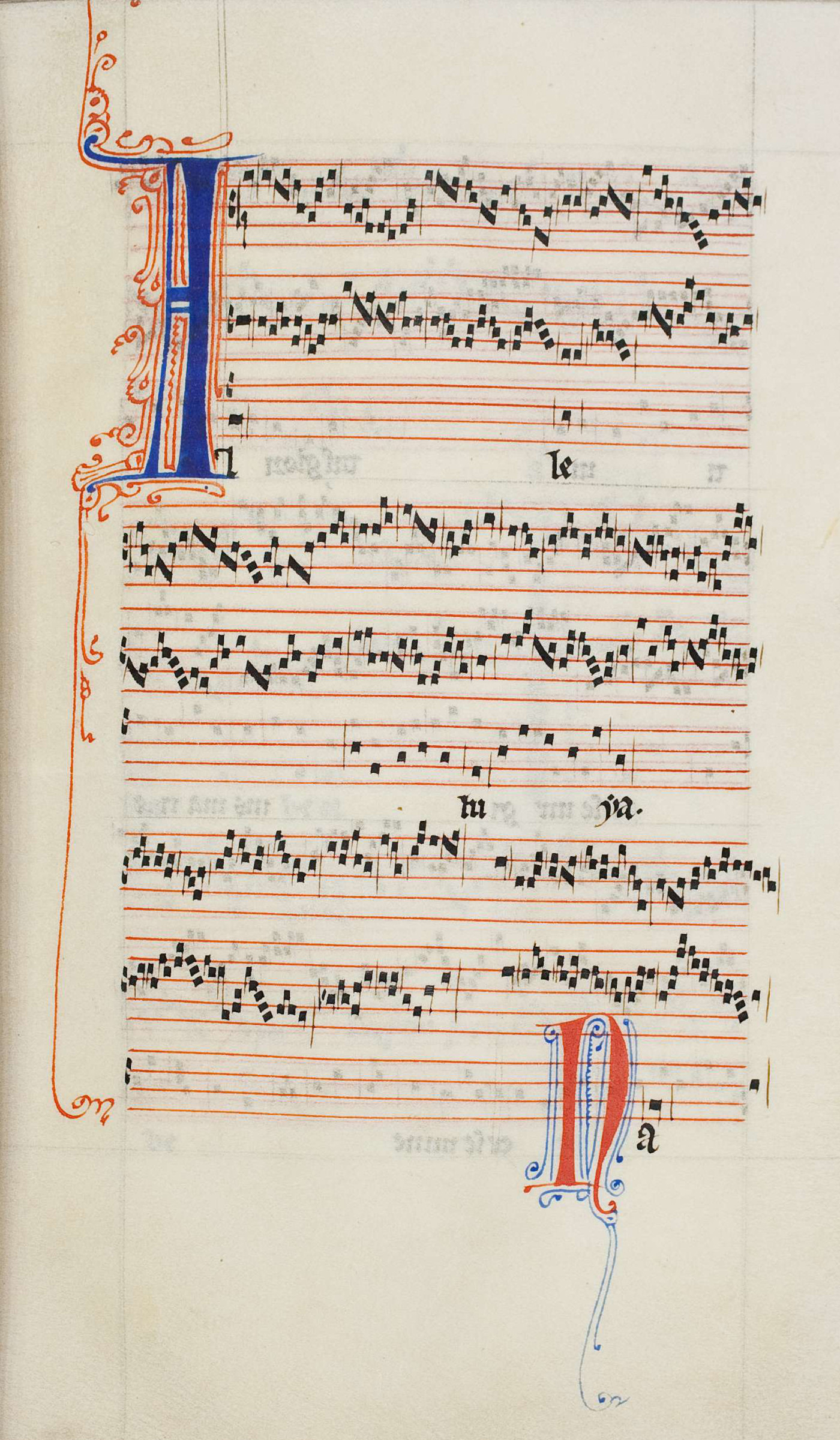
Alleluia nativitatis, dans le troisième mode rythmique de Pérotin (manuscrit de Wolfenbüttel, Codex Guelf 1099, XIIIe siècle).

Léonin d'abord (Leo ou magister Leoninus selon les textes), qui aurait exercé vers le milieu du siècle. Selon Craig Wight, il aurait été également un poète connu et un chanoine. Il compose surtout des organum à deux voix, mais rien ne confirme qu'il s'y soit cantonné absolument. On lui attribue le Magnus Liber Organi, puisqu'il aurait joué un des rôles principaux dans la création et la reconnaissance de la forme musicale appelée organum, sans toutefois appartenir en titre à la lignée des maîtres de musique de la nouvelle cathédrale.
Puis Pérotin (Perotinus magnus : Pérotin le grand), actif vers la fin du XIIe et le premier quart du XIIIe siècle, qui compose plutôt à trois et quatre voix. Selon Craig Wight, il est Pierre, le succentor (sous-chantre) de Notre-Dame, la « dignité » de grand-chantre étant dévolue à un ecclésiastique dont la fonction n'est pas purement musicale. Le manuscrit rédigé par l'Anonyme IV au XIIIe siècle donne les noms de Léonin et de Pérotin et nous apprend que : 
« Et nota, quod magister Leoninus, secundum quod dicebatur, fuit optimus organista, qui fecit magnum liber organi de gradali et antifonario pro servitio divino multiplicando. Et fuit in usu usque ad tempus Perotini Magni, qui abbreviavit eundem et fecit clausulas sive puncta plurima meliora, quoniam optimus discantor erat, et melior quam Leoninus erat. Sed hoc non est dicendum de subtilitate organi etc. Ipse vero magister Perotinus fecit quadupla optima sicut « Viderunt, Sederunt » cum habundantia colorum armonicæ artis ; similiter et tripla plurima nobilissima sicut « Alleluia Posui adiutorium, Nativitas » etc. Fecit etiam triplices conductus ut « Salvatoris hodie » et duplices conductus sicut « Dum sigillum summi patris » ac etiam simplices conductus cum pluribus aliis sicut « Beata viscera », etc. Liber vel libri magistri Perotini erant in usu usque ad tempus magistri Roberti de Sabilone et in coro Beatæ Virginis maioris ecclesiæ Parisiensis et a suo tempore usque in hodiernum diem. »
« Maître Léonin, d'après ce que l'on disait, fut le meilleur compositeur d'organum, il fit le grand livre d'organum, sur le Graduel et l'Antiphonaire [chanté à partir du Graduel et de l'Antiphonaire], en vue d'accroître la solennité du service divin [en multipliant les parties vocales différentes qu'on fait entendre en même temps, au cours de la messe et de l'office divin]. Ce livre fut en usage jusqu'au temps de Pérotin le Grand qui l'abrégea et fit des clausules ou sections très nombreuses et excellentes car il était excellent compositeur de déchant et encore meilleur que Léonin.On ne peut cependant pas en dire autant de la subtilité de l'organum etc. Ce maître Pérotin a fait les meilleurs organums quadruples, comme Viderunt [omnes] et Sederunt [principes] avec une abondance d'ornements harmoniques ; De même, de fort nobles organums triples, tels Alleluia Posui adiutorium, [Alleluia] Nativitas, etc. Il a également composé des conduits à trois voix comme Salvatoris hodie, et des conduits à deux voix, comme Dum sigilum summi patris, ainsi que, entre autres, des conduits à une voix comme Beata viscera, etc. Le ou les livres de maître Pérotin furent en usage jusqu'à l'époque de Maître Robert de Sabilon et dans le chœur de la cathédrale parisienne de la Bienheureuse Vierge depuis son époque jusqu'à nos jours. — Anonyme IV, 1275. »
Deux des œuvres emblématiques sont à citer : Viderunt omnes, graduel de Noël (daté de 1198) et Sederunt principes, graduel pour la fête de Saint-Étienne (26 décembre) daté de 1199. Dans le Viderunt omnes, on peut observer un canon à la quinte, entre le duplum et le triplum (la 2e et la 3e voix). Ces deux pièces se trouvent au début des manuscrits W1 et Pluteus (voir plus bas), ce qui indique bien la valeur ou l'importance des œuvres.
Comme le manuscrit original a disparu et n'est connu que par des copies de dates diverses avec de sensibles modifications, il est probable que les pièces de Léonin retouchées par Pérotin lui soient attribuées faussement, ou que l'apport de l'un ne puisse être mesuré convenablement. Il est possible aussi qu'avec la sensible transformation des manières de noter la musique, le copiste ait volontairement transformé le texte parvenu jusqu'à nous.

## Sources
Le Magnus Liber Organi, dont l'original a disparu, était un manuscrit, copié entre 1160 et 1240, où se trouvait noté le vaste répertoire de la cathédrale. Le nom complet est Magnus Liber Organi de Graduali et Antiphonario, soit Grand livre de l'organum sur le Graduel et l'Antiphonaire. Il était placé sur un lutrin, au milieu du chœur, lors des cérémonies.
Il fut souvent copié, partiellement ou intégralement, et diffusé partout en Europe. Edward Roesner considère qu'il s'agit du premier corpus polyphonique écrit et non transmis oralement.
Le contenu des manuscrits est structuré selon le calendrier liturgique, mais dans une hiérarchie respectant le rang particulier de Noël, Pâques, Pentecôte et Assomption, appelés annuale. Les autres, classées par le terme de duplex, puis les secondaires, appelées semiduplex, regroupant les saints, évêques ou simples confesseurs. De même, le nombre de pièces disponibles pour chaque fête diminue inversement à leur position hiérarchique : les fêtes les moins importantes ne reçoivent aucun organum.
Après la relation à la liturgie, le classement suit le nombre de voix, le genre, et le type de liturgie.
Il subsiste deux types de sources essentielles pour étudier ce mouvement : les manuscrits musicaux et les écrits des théoriciens.

### Manuscrits conservés
Les manuscrits disponibles sont très postérieurs à la composition des œuvres. Par exemple le Viderunt Omnes de Pérotin, l'une des pièces les plus emblématiques du répertoire, a été composée avant 1198, mais la source la plus ancienne n'apparaît que dans le W1 copié vers 1245. On ordonne les sources chronologiquement par rapport à leur rédaction ; sachant que les trois manuscrits principaux sont les F, W2 et W1.
La structure du Magnus Liber Organi que décrit Anonymous IV se retrouve « dans l'organisation du manuscrit de Florence, [et] se conserve de manuscrit en manuscrit de manière assez stable ». La différence étant dans le choix effectué par les copistes. Le manuscrit de Florence, compte une centaine de pièces dans sa section liturgique. Le manuscrit W1, 43 et le W2 en compte 46. Craig Wright discute de ces éléments pour en conclure que ces choix sont effectués selon les besoins locaux des processions et l’élimination des pièces propres à Notre-Dame.

#### Manuscrit F, Pluteus 29.1 (Florence)
Manuscrit Pluteus 29.1 ou F de la Bibliothèque Medicea-Laurenziana de Florence. Il fut copié à Paris et enluminé dans l'atelier de Jean Grusch (probablement situé entre Notre-Dame et la Sorbonne,) entre 1240 et 1255. C'est un grand manuscrit de 232 × 157, écrit d'une seule main et réparti en 11 fascicules, le tout organisé selon le cycle liturgique. Les pages contiennent douze portées. Le manuscrit comporte une lacune, repérée par une double pagination.
Il contient 1023 compositions, uniquement religieuses, pour les grandes fêtes de Noël, Pâques, Pentecôte et Assomption ainsi que pour d'autres cultes pratiqués à Paris : Sainte Madeleine, Saint-André ou Saint Denis. Le tout correspond essentiellement à une copie du Magnus Liber Organi de Léonin (cent pièces attribuables) et aux ajouts de Pérotin et de son école décrit par l'Anonyme IV au chapitre VI.
La notation est modale.
Selon Craig Wright « c'est le manuscrit qui reflète le mieux l’usage de la cathédrale Notre-Dame de Paris ».
Contenu : 
- fascicule 1 : quadrupla (fos  1–13)
- fascicule 2 : tripla (fos  14–64)
- fascicule 3 : dupla de l’office (fos  65–98)
- fascicule 4 : dupla de la messe (fos  99–146)
- fascicule 5 : clausules à deux voix (fos  147–184)
- fascicule 6 : motets et conduits à trois et quatre voix (fos  201–262)
- fascicule 7 : conduits à deux voix (fos  263–380)
- fascicule 8 : motets à trois voix (fos  381-398)
- fascicule 9 : motets à deux et à trois voix (fos  399–414)
- fascicule 10 : conduits monodiques (fos  415–462)
- fascicule 11 : conduits monodiques (fos  463–476)

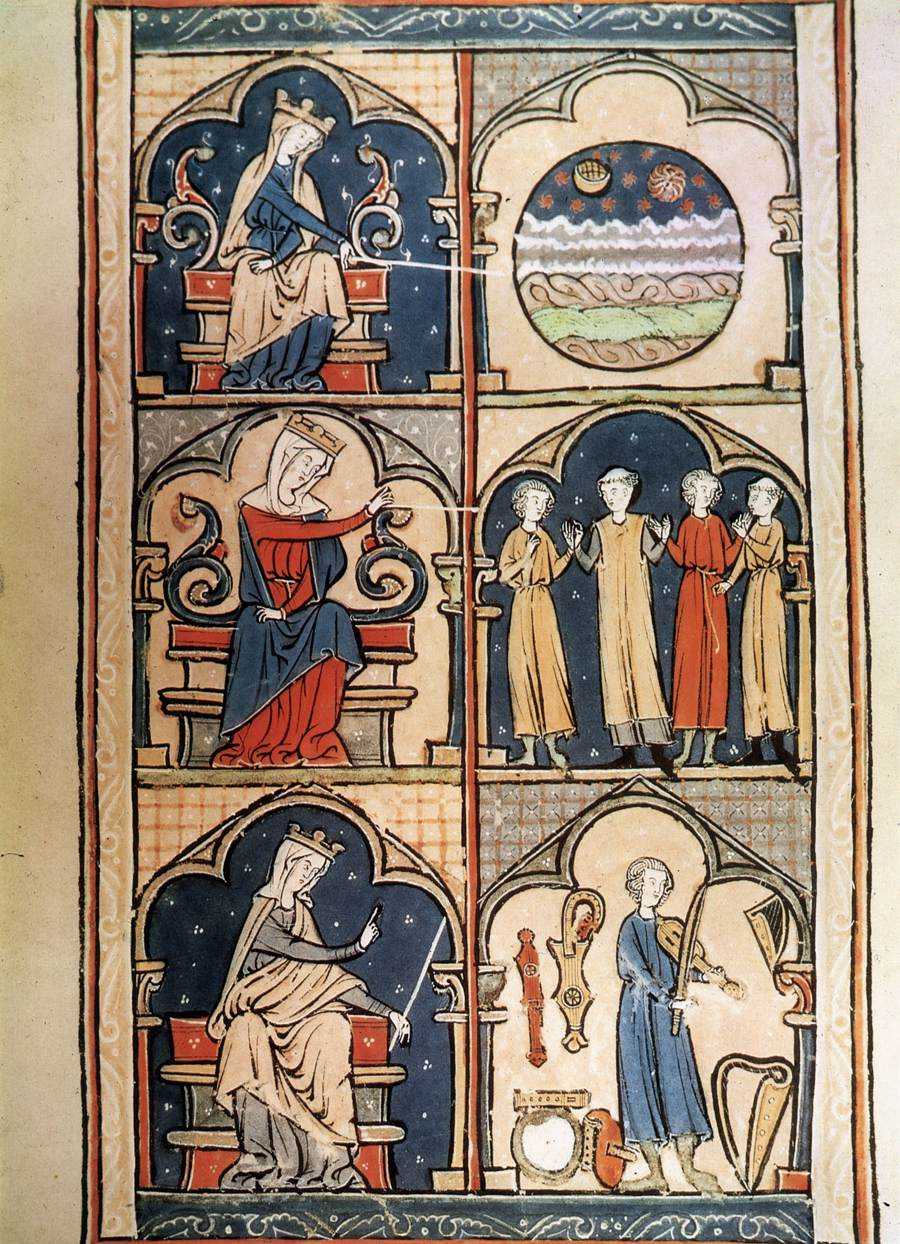
Illustration de la classification de la musique selon Boèce. Manuscrit F, Pluteus 29.1, f° 1v
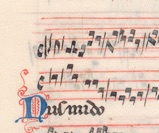
Manuscrit Pluteus 29.1, f° 150v (Bibliothèque Medicea-Laurenziana, Florence)

#### Manuscrit 20496 (Madrid)
Manuscrit 20496 de la Bibliotheca Nacional de Madrid. Copié vers 1260 peut-être pour le chapitre de la Cathédrale de Tolède ou il fut conservé jusqu'en 1869, au sein des Archives capitulaires de la cathédrale. Mais ne figurant pas au catalogue jusqu'au XVIIe siècle, le doute subsiste quant à sa destination, sans doute d'un usage liturgique privé et non public.
Il est composé de 142 folios de 166 × 115 et il manque des cahiers avant le folio 5 et les folios 106-107. Il a été écrit par trois mains différentes : fos 1–4, fos 5–24 et fos 25–142.
Il contient une collection de conduits (en latin : conductus) (l'essentiel du répertoire) et de motets parfois en source unique, mais le manuscrit de Florence les présente dans le même ordre et avec très peu de variantes. Il est clairement articulé en deux parties. La première comporte de grands organa quadrupla. Dans les motets, à deux ou trois voix, il manque souvent la partie de ténor. Une pièce, Graduletus populus (fo 125vo ) est à une seule voix.
Le manuscrit comporte des unica, tel le In sæculum, un hoquet qui selon Anonyme IV a été composé par un hispanique. Le recueil présente aussi des sections d'organa tropés à quatre voix, et une pièce importante de Pérotin : Viderunt omnes.
La notation est carrée et rythmique.

#### Manuscrit W1 (Wolfenbüttel)
Manuscrit W1  de la bibliothèque Herzog-August de Wolfenbüttel.
Le premier manuscrit de Wolfenbüttel, le W1 est, selon les paléographes, une compilation du milieu XIIe siècle ou jusqu'à 1300, destinée au prieuré bénédictin de St Andrews en Écosse.
C'est un petit livre de 16,6 × 11,5 cm dont les marges ont été rognées pour la reliure. Il contient 197 folios sur les 215 à l'origine, dans 26 cahiers, sur lequel sont tracées douze portées. À moins de considérer la date la plus ancienne proposée par les historiens, il est constitué d'un répertoire à deux voix, relativement ancien (1200) par rapport à la date du recueil ; ce répertoire restant plus ancien que le manuscrit de Florence, sa valeur est grande. Copié par deux scribes différents.
Contenu :
- fascicule 1 : quadrupla (fos  3–6)
- fascicule 2 : tripla et conduits à 3 voix (f. 9–16)
- fascicule 3 : dupla – office (fos  17–24)
- fascicule 4 : dupla – messe (fos  25-48)
- fascicule 5 : clausules à 2 voix (fos  49-54)
- fascicule 6 : clausules à 2 voix et 1 conduit à 2 voix (fos  55–62)
- fascicule 7 : tripla (fos  63–69)
- fascicule 8 : conduits, tripla, clausule, tropes, tous à 3 voix (fos  70–94)
- fascicule 9 : conduits à 3 voix, conduits et tropes à 2 voix (fos  95–176)
- fascicule 10 : conduits monodiques (fos  177-192)
- fascicule 11 : polyphonies à 2 voix pour la Missa de Sancta Maria (fos  193-214)

#### Manuscrit Egerton 2615 (Londres)
Le manuscrit Egerton 2615, conservé à la British Library de Londres, date de 1240–1255. Il semble avoir été produit dans le même atelier que F pour la cathédrale de Beauvais,.
La reliure qui rassemble les trois fascicules dont il est composé, a été effectuée très tôt courant XIIIe siècle. Le second fascicule contient les plus populaires polyphonies de Notre-Dame. Le troisième étant dévolu au Jeu de Daniel qui convient aussi pour la fête de la Circoncision.
- fascicule 1 : quadrupla et tripla pour la fête de la Circoncision (fos  1–78)
- fascicule 2 : quadrupla, tripla, motets et conduits à 3 (fos  79–94)
- fascicule 3 : Ludus Danielis (fos  95–110)

#### Manuscrit H 196 (Montpellier)
Manuscrit H 196 de la Bibliothèque de l'École de Médecine de Montpellier. Le recueil est composé de 400 feuillets de 192 × 136, répartis en huit fascicules. Il y a huit portées par page, mais la disposition varie selon les fascicules. Il fut copié et enluminé entre 1260 et 1280 (fasc. I-VI). Il a été relié au XVIIIe siècle. Le fascicule VII date de la fin du XIIIe siècle et le dernier vers la fin du règne de Philippe le Bel (peut-être pour le début d'un autre recueil).
Il contient une anthologie de 345 compositions dont l’origine est probablement Paris ou non loin (mais il y a quelques traces de parlé picard dans les textes français), représentatives de l'époque. Le répertoire est essentiellement composé de motets profanes à deux ou trois voix, mais aussi de quelques pièces religieuses adoptant la forme du conductus (le conduit), des organa (pluriel d’organum) et des hoquets ; le tout classé d'après le nombre de voix composant les morceaux.
Certains organa, copiés dans une notation plus évoluée, permettent de se faire une idée plus précise du rythme.

#### Manuscrit W2 (Wolfenbüttel)

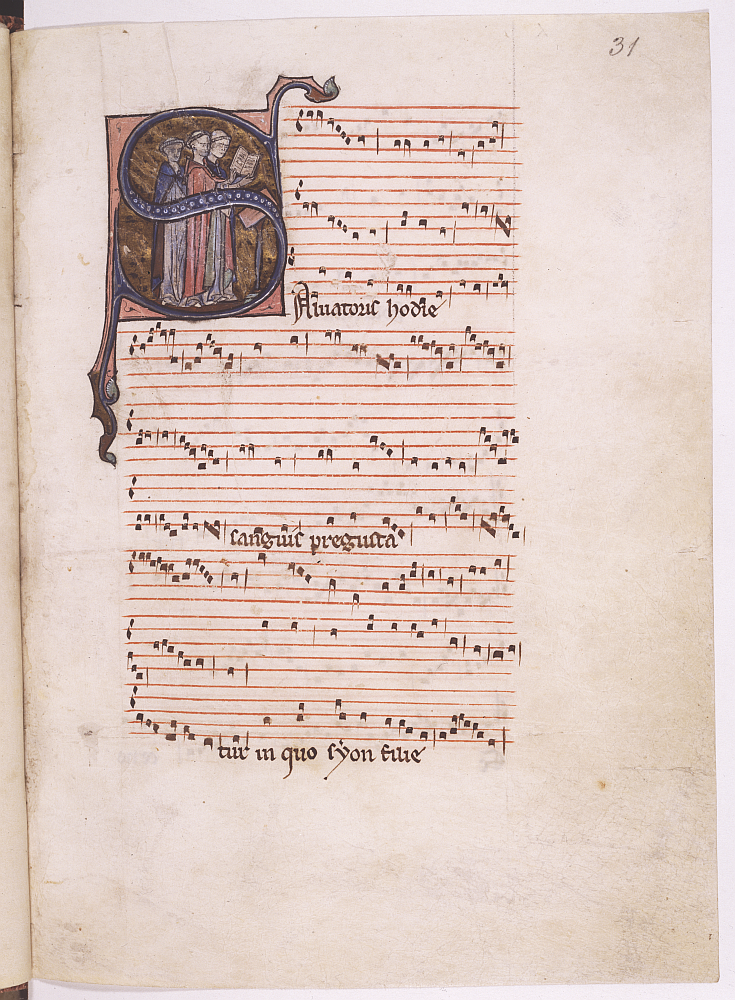
Le conduit Salvatoris hodie extrait du Manuscrit W2 de Wolfenbüttel, f°31r.

Manuscrit W2  de la bibliothèque Herzog-August de Wolfenbüttel.
L'origine du W2 est française, sans doute du centre de la France. Il est de petite taille, 175 x 130, contient 253 folios, répartie sur 33 cahiers. Copié entre 1250 et 1260 par trois mains différentes : 1) fasc. I-V, a copié des organa, 2) fasc. VII-X, copie des motets, 3) fasc. VI au parchemin différent des autres. Les pages comprennent huit à dix portées. Il y a quelques pertes. Le recueil contient une majorité de motets souvent en français (quelques-uns avec un double texte), seulement 29 conduits et aucune clausule.
Le rythme y est noté plus précisément, sous forme carré modale et conjoncturæ losangées.
Contenu : 
- fascicule 1 : quadrupla (fos  1–5)
- fascicule 2 : tripla (fos  6–30)
- fascicule 3 : conduits à 3 voix (fos  31–46)
- fascicule 4 : organa à 2 voix – office (fos  47–62)
- fascicule 5 : organa à 2 voix – messe (fos  63–91), Benedicamus Domino
- fascicule 6 : conduits à 2 voix (fos  92–122)
- fascicule 7 : motets-conduits à 3 voix (latins, français) ; conduits à 2 voix (fos  123–144)
- fascicule 8 : motets latins à 2 voix (fos  145–192)
- fascicule 9 : motets-doubles français à 3 voix (fos  193–215)
- fascicule 10 : motets français à 2 voix (fos  216–153)

#### Manuscrit Msc.Lit.115 (Bamberg)
Manuscrit Msc.Lit.115 de la Bibliothèque d'État de Bamberg. Provient de la bibliothèque du chapitre de Bamberg. Il est peut-être originaire de France et fut copié entre 1270 et 1300 sur 80 folios de 26,3 × 18,6 et relié en 1611. Le recueil est articulé en deux parties : les chants (fos 1–64v — sur 10 portées) et deux traités ainsi que deux motets supplémentaires (fos 65–80 — les motets sont notés sur onze portées).
Les traités sont copiés par une main différente, mais de la même époque. Le premier, fos 65–79 est de 1271 par l'Anglais Amerus. Il traite des nuances, des huit modes et de la main guidonienne. Le deuxième, fos 79r & 79v, présente une doctrine mensurabiliste enseignée à Paris de 1240 à 1260.
La musique est composée de 107 motets à trois voix en français ou en latin classés à peu de chose près dans l'ordre alphabétique des incipit, les latins d'abord (44) puis les autres (47 en français et 9 bilingues), outre un conduit (conductus) et sept clausules. Beaucoup de ces motets sont de nature profane et plus anciens que la date de copie (1225–1255 excepté quelques œuvres datées de 1275 maximum). L'essentiel du manuscrit se trouve dans celui de Montpellier.
Le type de la notation, proche du système de Diecritus, est pré-franconienne et plus évolué que celle du H 196 de Montpellier. Les longues et les brèves sont bien différenciées.

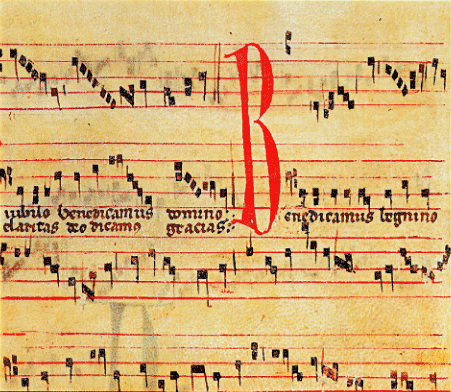
Un extrait du codex Las Huelgas.

#### Codex Las Huelgas (Burgos)
Codex Las Huelgas du monastère des religieuses cisterciennes de Santa Maria la Real de Las Huelgas de Burgos. Assez tardif, il fut copié à la fin du XIIIe siècle et au début du XIVe siècle sur 18 cahiers. Au folio 152 verso apparaît le nom d'un compositeur : Johannes Roderici ou Johan Rodrigues qui corrigea sans doute les folios plus anciens.
Le manuscrit totalise 186 pièces de nature très hétérogène. Malgré le mélange avec des pièces de l'Ars nova, du début de l'époque suivante, il contient aussi des organa, conduits et motets de l'ancien style (moins d'une cinquantaine), d'origine hispanique, parfois de style antérieur ou semblable à celui de l'école de Notre-Dame, et très proches du manuscrit W1. Le contenu liturgique se monte au quart du recueil. Les quatre cahiers du début contiennent les organa et les quatre à la fin, les conduits. Les dix cahiers centraux sont constitués de proses et de motets, à parts égales.
Le type de notation est franconienne : « le manuscrit de Las Huelgas a traditionnellement été considéré comme le meilleur exemple que l'on connaisse de la notation franconienne » (Juan Carlos Asensio).

#### Manuscrit Vari 42 (Turin)
Le manuscrit Vari 42 de la Bibliothèque Royale de Turin est d'origine française, vers 1300. Son contenu est beaucoup plus réduit mais apparenté au manuscrit de Montpellier.

#### Autres manuscrits
On peut ajouter encore :
- Londres, British Library, Add. 30091
- Cambridge, Univerty Library ms. Ff. 2.29
- Madrid, BN, Ms 20486 (origine probable : Tolède)
- Stary Sącz, Klasztor PP. Klarysek (fragments)
- Ainsi que Turin, Darmstadt et Worcester.

### Les théoriciens
- Jean de Garlande (1195 ? – 1272 ?) est, avec Francon de Cologne, le plus important des théoriciens. Il enseigne à Paris à la même époque que Francon. Son De mensurabili positio (v. 1240) est le traité le plus précis et le plus clair sur la conception et la notation du rythme[n 7]. En raison de la date et de la provenance, le traité « est sans doute le plus proche de l’école de Notre-Dame et du Magnus liber organi[32]. » Il a largement commenté le style des organum à 3 et 4 voix de Pérotin, notamment pour ce qui est de l'ornementation mélodique selon des procédés formulaires des voix supérieures, c'est ce qu'on appelle les colores.
- Anonyme IV, un étudiant anglais, qui a décrit (vers 1280) les pratiques de Notre-Dame entre 1270 et 1275, c'est-à-dire un siècle après l'origine de l'activité des compositeurs. Ce texte[n 8], sans titre, cite des pièces importantes des manuscrits qui peuvent être attribuées à Léonin ou Pérotin. La nomination Anonyme IV provient du musicologue E. de Coussemaker[33].
- Anonyme de St-Emmeran. Le De musica mensurata[n 9] est un manuscrit anonyme daté de 1279, composé en prose et en vers par un théoricien, élève parisien de Maître Henri de Daubuef, chanoine de Notre-Dame. Il connait les traités de Jean de Garlande et de Lambertus. Il figure parmi les traités les plus longs et les plus étendus de l'époque. Comme Anonyme IV, il prend pour modèle le traité de Jean de Garlande[32], pour le défendre[34],[35].
- Francon de Cologne, enseignant à Paris au milieu du XIIIe siècle et auteur probable du Ars cantus mensurabilis (vers 1260). Le traité[n 10] a eu une faible diffusion, mais il a été connu surtout par des abrégés diffusés dans les maîtrises, collèges ou l'université de Paris[36].
- Jean de Bourgogne n'a laissé aucun traité, mais Pierre de Picard — voir après — nous laisse beaucoup de notation.
- Pierre de Picard. Auteur de Ars mottetorum compilata breviter, un court traité reproduit intégralement par Jérome de Moravie son élève. On pense que Pierre le Picard et Pierre de la Croix (Petrus de Cruce), réformateur de la notation franconienne et précurseur de l'Ars nova, sont la même personne.
- Jérôme de Moravie. Plutôt écossais que morave, ce dominicain est actif à Paris jusqu'à la fin du XIIIe siècle. Il était professeur de musique à St. Jacques. Il réalise dans son traité, Tractatus de musica, une somme des connaissances musicales de son temps[37].

#### Traité du Vatican
Le traité de composition du Vatican, provient du nord de la France entre 1170 et 1180. C'est une sorte de manuel ou traité de l’organum à deux voix. Bien que regorgeant d'exemples, on ne fait mention à aucun moment du rythme. Il permet cependant de se représenter la façon dont les doubles (les deuxièmes voix) étaient composés et montre des passages d’organum de plus en plus fleuri. Le traité donne aussi trois organa complets en annexe.

## La notation
La notation de la musique de la fin du XIIe siècle se fait sur quatre ou cinq lignes. Les clés sont d’ut ou de fa (très exceptionnellement celle de sol ou d’ut à l'octave). Les notes sont réduites au carré. Les notes longues sont figurées par un rectangle plus ou moins allongé. Les groupes neumatiques sont séparés par des traits verticaux et une double barre indique la fin du morceau. Pour les altérations, on trouve l'indication du bémol, du bécarre et courant XIIIe siècle apparaît le dièse.

## Formes, procédés et genres
Si l'organisation liturgique structure l'ordre les recueils manuscrits sur le modèle du Liber organi (et du calendrier), chaque forme correspond à un usage précis dans cette liturgie.
Dans les traités théoriques du XIIIe siècle, il y a trois « espèces de polyphonie » contrastées : l'organum, le déchant et la copula. Par exemple Jean de Garlande : « Sciendum est ergo, quod ipsius organi generaliter accepti tres sunt species, scilicet discantus, copula, et organum, de quibus discendum est per ordinem. »

### Espèces de polyphonie
L'Organum désigne, en général, toute la polyphonie et de manière spécifique, un genre particulier de polyphonie.
Dans la pratique, l'organum n'est nullement pour tous les jours : la polyphonie est réservée aux fêtes les plus importantes et pour un type de pièces particulier : antiennes sur les cantiques, le dernier répons des matines, graduel et alleluia de la messe, pour les hymnes et les séquences. Contrairement à notre écoute moderne qui privilégie la polyphonie et réduit à son minimum les parties monodiques. C'est donc le contraire qui est la norme des interventions, mettant en valeur l'effet sonore de la polyphonie.

#### Organum
En tant que genre l'organum est une polyphonie élaborée et ornée qui se développe sur une section de plain-chant. Il se divise en Organum duplum (à deux voix ou diaphonie) et Organum triplum / quadruplum. D'abord procédé d’écriture qui remonte, selon les premiers écrits, au IXe siècle, l’organum a évolué en une forme musicale à part entière.
Sur une mélodie issue du plain-chant et appelée cantus firmus vient s'ajouter la voix organale. Partant de l'unisson, elle progresse jusqu'à la quarte inférieure et s'y maintient en mouvements parallèles. On distingue deux styles, l'un dit fleuri ou mélismatique et l'autre en déchant (note contre note). L’organum duplum alterne ces deux derniers styles au sein d'une même composition. Pérotin a écrit postérieurement des sections alternatives de déchant appelées clausules.
La voix organale des dupla, dans sa partie mélismatique, doit prendre la forme d'un flux non mesuré de caractère essentiellement improvisatoire dont le rythme est assujetti aux articulations du texte et aux rapports de consonance avec le cantus firmus. Les traités du XIIIe siècle sont peu explicites à ce sujet, et ont occasionné des débats virulents parmi les musicologues du XXe siècle. Le système de notation des tripla et quadrupla fait usage des modes rythmiques, au nombre de six, la valeur de chaque note étant déterminée par sa position au sein des ligatures de l'écriture neumatique.
Suivant le degré de solennité de la cérémonie, l’organum était d'autant plus lent. Le déchant est un procédé qui utilise le mouvement contraire, base du contrepoint : il apparaît vers 1025 dans le Micrologus de Guido d'Arezzo et sera repris par un traité de John Cotton vers 1100.

#### Copula
La seconde espèce de polyphonie est la copula. Jean de Garlande ne lui consacre qu’un petit paragraphe, au chapitre 12. Suivant ses mots, Jeremy Yudkin, a mis en évidence les éléments qui suivent : la copula est subdivisée en sections (de longueurs égales ou non), appelées l'antécédent et le conséquent ; eux-mêmes divisés en motifs répétés, séparés par des lignes de division appelées tractus.
La copula se développe sur la teneur (en note tenues), avec un motif mélodico-rythmique qui se répète et s'organise en deux parties. L’organum et le déchant ont des textures contrastées, de par leur nature et leur activité rythmiques.
Sa position intermédiaire dans les exposés des théoriciens est ambivalent. « La copula participe de l’organum purum par sa teneur en notes tenues, et du déchant par sa voix supérieure en rythme modal qui sont les deux caractéristiques confirmées par les trois théoriciens » (Jean de Garlande, Anonyme IV et l’Anonyme de St-Emmeran). La copula participe aux deux textures : elle emprunte au déchant son rythme modal et sa teneur conserve le cantus firmus de l’organum.

#### Déchant
La dernière espèce de polyphonie définie par les théoriciens est le déchant. Il correspond à une superposition de mélodies en mode syllabique, note contre note et en différents modes rythmiques, qui apparaît à partir du XIIe siècle. Il existe 6 modes et 36 combinaisons modales possibles. La voix organale est remplacé par le discantus qui se place cette fois-ci au-dessus du cantus-firmus qui passe à la basse et prend le nom de teneur (qui donnera notre moderne ténor). Cette voix use d'une grande liberté de mouvements contraires, abandonnant le parallélisme ancien. Cette voix est couramment improvisée et ornée ; c'est tout ce qui n'apparaît pas dans les sources qui nous restent.
Le plus couramment, ils sont sur des tropes d'Alleluia ou de Benedicamus.
Dans le discours musical des organa, les trois espèces se succèdent (ponctué et sous-tendu par le plain-chant) et se déroule ainsi : « le début de l’incipit en polyphonie constitué par la succession de trois textures contrastées, la suite et la fin de l’incipit en grégorien, puis le début et la suite du verset selon le même princips. »

### Conductus
Le Conductus : ou chant de conduite qui peut être monodique ou polyphonique. Son nom même indique qu'il est destiné à l'origine, à accompagner une procession durant l'office. Cette forme provient directement du versus (verset) de la tradition aquitaine.
Francon de Cologne insiste sur le traitement clairement rythmique de cette forme. Les conduits sont écrits à la manière du discantus, le texte et la musique étant des compositions libres, sans relation avec le texte de la liturgie canonique ou le chant grégorien : le compositeur est désormais face à son inspiration. Les conduits prennent une forme strophique pour les poèmes.
Le témoignage de l'Anonyme IV apprend que c'était bien Pérotin qui composa le conduit monophonique Beata Viscera, dont le texte a été composé par Philippe le Chancelier. Les conduits existent à une ou à quatre voix égales. Les conduits à deux voix sont les plus riches en variations techniques, les phrases finissent souvent avec une « copula » (liaison) sur la dernière syllabe.

« L'école de Notre-Dame a produit un nombre considérable de conduits. L'écriture à trois voix y acquiert une souplesse considérable et une force d'expression d'autant plus grandes qu'entre les points d'appui consonants, la liberté des notes de passage introduit des harmonies étrangement riche et « modernes ». On trouve (par exemple dans le Crucifigat Omnes, déploration sur la perte de Jérusalem), aux points de consonances, des quintes superposées qui sonnent pour nous comme des accords de « neuvième », accords qu'on ne réinventera qu'avec Wagner et Debussy »

— Jacques Chailley.

### Clausulæ
Les clausulæ : ou clausules sont des sections musicales des organa qui remplacent certains passages d'origine. Les clausulæ gardent le cantus firmus de l'original, en déchant. Par ce moyen, Pérotin a modernisé le répertoire laissé par Léonin. Le manuscrit de Florence (fascicule 5), particulièrement riche, en comporte 462 s'appliquant à 75 organa dupla. Un seul passage pouvant en recevoir de neuf à jusqu'à douze clausulæ.

### Motet
Motet : (de motetus, petit mot) un chant polyphonique de type organum sur lequel on ajoute un texte nouveau. Pour citer un motet il faut citer les deux ou trois textes qui composent le morceau. Les pièces les plus anciennes se trouvent dans le W2. Les textes latins ou en français sont apparus en même temps et l'on trouve des mélanges. D'abord à deux voix, c'est vers 1220 que les compositions se voient ajouter une troisième voix, d'abord le triplum qui reprend les paroles du motetus (appelés motets-conduits), vite abandonné au profit du triplum ou quadruplum. N'a que des rapports lointains avec l'acception du terme au XVIIe siècle (le grand motet versaillais, développé par Lully et Louis XIV).

### Hoquet
La trucatio vocis, ou hoquet (hoquetus).

### Autres formes profanes
- Chanson
- Estampie

## Continuité
L'école de Notre-Dame se montre moins parisienne que ne semble le défendre les chercheurs du début du XXe siècle, tel Friedrich Ludwig. Au XIIIe siècle se propage en Angleterre ou en Espagne, comme les manuscrits W1, de Madrid ou de Burgos, nous le suggèrent des pratiques polyphoniques issues de l'organum parisien, mais aussi des développements propres, puisque les « versets du Kyrie, des proses, le Santus et l'Agnus qui n'étaient pas traités polyphoniquement à Paris », sont d'origine anglaise. La plupart des organa anglais n'utilisent que le premier mode rythmique (noire-croche, noire-croche) et domine aussi dans les motets plus tardifs.

## Influences
Des compositeurs contemporains tels György Ligeti, Conlon Nancarrow, Steve Reich, Kevin Volans et Louis Andriessen (dont une pièce porte le nom de Hoketus), sont influencés dans leurs œuvres par l'École de Notre-Dame et plus particulièrement par la technique du hoquet.

### Discographie sélective
Anthologie
- Music of the Gothic Era - Early Music Consort of London, dir. David Munrow (4–5 avril/22–30 octobre 1975, Archiv "Blue" 471 731-2) (Fiche sur medieval.org), (OCLC 51026656)

Léonin & Pérotin
- Pérotin - The Hilliard Ensemble, dir. Paul Hillier (1988, ECM 1385) (Fiche sur medieval.org), (OCLC 165510615)
- Pérotin et l'Ars Antiqua - The Hilliard Ensemble, dir. Paul Hillier (Concert, 1er août 1996, Hilliard live HL 1001) (Fiche sur medieval.org)
- École de Notre-Dame de Paris, Permanence et Rayonnement XIIe, XIIIe  &  XIVe siècles - Ensemble Gilles Binchois, dir. Dominique Vellard (1993, Harmonic Records H/CD 9349) (Fiche sur medieval.org)
- Pérotin & l'École de Notre-Dame, 1165-1245 - Ensemble Gilles Binchois, dir. Dominique Vellard (Ambroisie AMB 9947) (Fiche sur medieval.org) 1165-1245, texte de présentation est d'Edward Roesner.
- École de Notre-Dame : Léonin, Pérotin, Plain-chant et organum tirés du Magnus Liber Organi - Ensemble Orlando Consort (1996, Archiv) (OCLC 225278208)
- L'âge des Cathédrales, Musiques extraites du Magnus Liber Organi - Theatre of Voices, Dir. Paul Hillier (1995, Harmonia Mundi HMU 90 7157) (Fiche sur medieval.org)
- Vox Humana, Vokalmusik aus dem Mittelalter - Studio der frühen Musik, dir. Thomas Binkley (1976, EMI « Reflexe » CDM 7 63 148-2) (Fiche sur medieval.org)
- Philippe le Chancelier, École de Notre-Dame : Conductus, Lai, Sequence, Rondellus - Ensemble Sequentia (DHM) (Fiche sur medieval.org)

Conduits & Organa
- Le chant des Cathédrales, École de Notre-Dame de Paris 1153-1245, Monodies et polyphonies vocales, Ensemble Gilles Binchois, dir. Dominique Vellard (1986, Harmonic Records H/CD 8611) (Fiche sur medieval.org)
- Manuscrits de Tours, Chants de fête du XIIIe siècle, Diabolus in Musica, dir. Antoine Guerber, (1994, Studio SM 2672)
- Vox Sonora, Conduits de l'École de Notre-Dame - Diabolus in Musica, dir. Antoine Guerber (1997, Studio SM 2673) (Fiche sur medieval.org), (OCLC 496667399)
- Paris expers Paris, École de Notre-Dame, 1170-1240, Conductus & Organum - Diabolus in Musica, dir. Antoine Guerber (28 septembre/1er octobre 2005, Alpha 102) (Fiche sur medieval.org), (OCLC 811451176)
- Sanctus!, Les saints dans la polyphonie parisienne au XIIIe siècle, Diabolus in Musica, dir. Antoine Guerber (2014, Bayard Musique 308 422)

Messes
- École Notre-Dame : Messe du jour de Noël - Ensemble Organum, dir. Marcel Pérès (1985, Harmonia Mundi HMA 1901148) (Fiche sur medieval.org)
- École Notre-Dame : Messe de la Nativité de la Vierge - Ensemble Organum, dir. Marcel Pérès (1995, Harmonia Mundi HMC 901538) (Fiche sur medieval.org)

Dévotion mariale
- La Bele Marie, Conductus & chants pour la Vierge au XIIIe siècle - Ensemble Anonymous 4 (2001, Harmonia Mundi HMU 907312) (Fiche sur medieval.org)
- Dame de Flors, École Notre-Dame XIIe siècle-XIIIe siècle, Motets, Conduits, Organum - Ensemble Discantus, Dir. Brigitte Lesne (1996, Opus 111 OPS 30-175) (Fiche sur medieval.org), (OCLC 38451400)

Musique profane
- Les écoliers de Paris, Motets, Chansons et Estampies du XIIIe siècle - Ensemble Gilles Binchois, dir. Dominique Vellard (1992, Harmonic Records H/CD 9245) (Fiche sur medieval.org)

Codex Bamberg
- Codex Bamberg - Camerata Nova, Luigi Taglioni (1997, Stradivarius STR 33476) (Fiche sur medieval.org)

Codex de Madrid
- Codex de Madrid XIIIe siècle - Ensemble de musique Alfonso X El Sabio, Luis Lozano Virumbrales (24–27 juin 1997, Sony SK 60074) (OCLC 884662627)

### Éditions
- Polyphonies du XIIIe siècle; le manuscrit H 196 de la Faculté de médecine de Montpellier, édité par Yvonne Rokseth, Paris: Éditions de l'Oiseau lyre, 1935-1939
- The Rhythm of Twelfth-Century Polyphony: Its Theory and Practice, Edited by William Waite, Yale Studies in the History of Music, vol. 2, New Haven, 1954
- Thirty-five Conductus for Two and Three Voices, Edited by Janet Knapp, Y1006. A-R Editions, 1965
- Compositions of the Bamberg Manuscript, Edited by Gordon A. Anderson, CMM 75. Corpus Mensurabilis Musicæ, 1977
- The Montpellier Codex, Edited by Hans Tischler. Part 1: Critical Commentary, Fascicles 1 and 2, M002-3; Part 2: Fascicles 3, 4, and 5, M004-5; Part 3: Fascicles 6, 7, and 8, M006-7; Part 4: Texts and Translations, M008. A-R Editions, 1978
- The Conductus Collections of MS Wolfenbüttel 1099, Edited by Ethel Thurston. Part 1, M011; Part 2, M012; Part 3, M013. A-R Editions, 1980
- The Las Huelgas Manuscript, Edited by Gordon A. Anderson. Vol.I Cantus ecclesiastici ad missam pertinentes, CMM 79-1;  Vol.II Motetti et Conductus, CMM 79-2. Corpus Mensurabilis Musicæ, 1982, 1984
- The Parisian Two-Part Organa: The Complete Comparative Edition, Edited By Hans Tischler. [vol.1: Acknowledgments, preface, indexes, pp. vi-lxviii; Style and Evolution -catalogue raisonné- Office Organa, 631 p.; vol. 2: The Mass Organa and Mass-Ordinary Settings, p. 632-1605.] Stuyvesant, N.Y.: Pendragon Press, 1988[56]
- Magnus Liber Organi, 7 vol. édités sous la direction d'Edward H. Roesner, éd. de L'Oiseau Lyre, Monaco, 1993-2009[57],[58]
  - Vol I, Les Quadrupla et Tripla de Paris, éd. Edward Roesner, OL 261, 1993
  - Vol II, Les Organa à deux voix pour l'Office, Pluteus 29.1, éd. Mark Everist, OL 262, 2003
  - Vol III, Les Organa à deux voix pour la messe I, Pluteus 29.1, éd. Mark Everist, OL 263, 2001
  - Vol IV, Les Organa à deux voix pour la messe II, Pluteus 29.1, éd. Mark Everist, OL 264, 2002
  - Vol V, Les Clausules à deux voix, Pluteus 29.1, éd. Rebecca Baltzer, OL 265, 1995
  - Vol VI a-b, Les Organa à deux voix du manuscrit de Wolfenbüttel 1099, éd. Thomas Payne, OL 266, 1996
  - Vol VII, Les Organa et Clausules à deux voix du manuscrit de Wolfenbüttel 628, éd. Edward Roesner, OL 267, 2009
- The earliest polyphonic art music: the 150 two-part conductus in the Notre-Dame manuscripts, Edited by Hans Tischler. Ottawa: Institute of Mediæval Music, 2005[59]
- Monophonic Tropes and Conductus of Wolfenbüttel 1: The Tenth Fascicle. Edited by Jann Cosart, M038. A-R Editions, 2007.
- Philip the Chancellor: Motets and Prosulas, Edited by Thomas Payne, M041. A-R Editions, 2011.

#### Généraux
- Bernard Gagnepain, Histoire de la musique au moyen âge, Paris, Seuil, coll. « Solfèges », 1996, 206 p. (ISBN 2-02-018165-7).
- Françoise Ferrand (dir.), Guide de la Musique du Moyen âge, Paris, Fayard, coll. « Les Indispensables de la Musique », 1999, 850 p. (ISBN 2-213-03063-4, OCLC 300177982, BNF 37097426).

#### Monographies
- Pascale Duhamel, Polyphonie  parisienne et architecture au temps de l’art gothique (1140–1240), Berne, Lang, coll. « Varia musicologica » (no 14), 2010, 266 p. (ISBN 978-3-0351-0052-5, OCLC 811387863). Thèse Université Montréal, 2002.
- (en) Mark Everist, Polyphonic music in thirteenth-century France : aspects of sources and distribution, New York/Londres, Garland, coll. « Outstanding dissertations in music from British universities », 1989, 398 p. (ISBN 0-8240-0195-8, OCLC 19321640)
- Guillaume Gross, Chanter en polyphonie à Notre-Dame de Paris aux 12e et 13e siècles, Turnhout, Brepols, coll. « Studia artistarum » (no 14), 2008, 349 p. (ISBN 978-2-503-52723-9 et 2-503-52723-X, OCLC 214054780)Ouvrage fondamental, renouvelant le sujet.
- Richard H. Hoppin, Nicolas Meeùs et Malou Haine (trad. de l'anglais), La Musique au Moyen Âge (vol. 1, Textes - vol. 2, anthologie), Liège, Éditions Mardaga, coll. « Musique, musicologie », 1991, 640 p. (ISBN 2-87009-352-7, OCLC 24004283, BNF 35568768, lire en ligne)
- Alejandro Planchart, « L'organum », dans : Jean-Jacques Nattiez (dir.) (trad. de l'italien), Musiques, une encyclopédie pour le XXIe siècle, vol. 4 : Histoire des musiques européennes, Arles/Paris, Actes Sud / Cité de la Musique, 2006, 1514 p. (ISBN 2-7427-6324-4, OCLC 494173993), p. 288–311.
- Albert Seay (trad. Philippe Sieca), La musique du moyen âge, Arles, Actes Sud, coll. « Série Musique », 1988, 254 p. (ISBN 2-86869-227-3, OCLC 18910451, BNF 34948858), p. 145–166.L'auteur commence par un chapitre consacré à la notation du rythme.
- (en) Craig Wright, Music and ceremony at Notre-Dame of Paris, 500-1500, Cambridge, Cambridge University Press, coll. « Cambridge studies in music », 1989, 400 p. (ISBN 0-521-24492-7, OCLC 18521286)

#### Articles
- Actes du Colloque de Royaumont, 1987 : L'École de Notre-Dame et son rayonnement, dans : Michel Huglo et Marcel Perès (dir.), Aspect de la musique liturgique au Moyen Âge, Paris, Créaphis, coll. « Atelier de Recherche et d'Interprétation des Musiques Médiévales », 1991, 850 p. (ISBN 2-213-03063-4, lire en ligne), p. 149–217.
- Juan Carlos Asencio, « L'École Notre-Dame », Goldberg, no 24,‎ 2003, p. 52–59 (ISSN 1138-1531, OCLC 38546560).
- Olivier Cullin, La musique à Notre-Dame : un Manifeste artistique et son paradoxe., p. 93–105, dans : Notre Dame de Paris. Un manifeste chrétien (1160-1230), Colloque, éd. Michel Lemoine, Thunhout, Brepols, 2004  (ISBN 2-503-51632-7)
- (en) Craig Wight, « Leoninus, Poet and Musician », Journal of the American Musicological Society, Berkeley, vol. 39, no 1,‎ printemps 1986, p. 1–35 (ISSN 0003-0139, JSTOR 831693, lire en ligne)